# Leea rubra
Leea rubra är en vinväxtart som beskrevs av Carl Ludwig von Blume. Leea rubra ingår i släktet Leea och familjen vinväxter. Inga underarter finns listade i Catalogue of Life.